# World Rugby Sevens Challenger Series Femenino
El World Rugby Sevens Challenger Series Femenino  es un torneo anual de selecciones nacionales  de rugby 7, que se disputa desde el año 2020, organizado por la World Rugby. El torneo obra como una segunda división mundial y permite a los equipos mejor clasificados acceder a una instancia de disputa para ascender a la Serie Mundial.

## Campeonatos
| Edición | Año  | Sedes                                      | Campeón                               | 2.º puesto                            | 3.º puesto                            | 4.º puesto                            |
| ------- | ---- | ------------------------------------------ | ------------------------------------- | ------------------------------------- | ------------------------------------- | ------------------------------------- |
| -       | 2020 | Sudáfrica                                  | Cancelado por la pandemia de COVID-19 | Cancelado por la pandemia de COVID-19 | Cancelado por la pandemia de COVID-19 | Cancelado por la pandemia de COVID-19 |
| I       | 2022 | Chile                                      | Japón                                 | Polonia                               | China                                 | Kenia                                 |
| II      | 2023 | Sudáfrica                                  | Sudáfrica                             | Bélgica                               | China                                 | Polonia                               |
| III     | 2024 | Emiratos Árabes Unidos / Uruguay / Polonia | China                                 | Argentina                             | Bélgica                               | Polonia                               |
| IV      | 2025 | Sudáfrica / Polonia                        | Kenia                                 | Sudáfrica                             | Argentina                             | Colombia                              |

## Posiciones
- Número de veces que las selecciones ocuparon las dos primeras posiciones en todas las ediciones.

| Selección | Campeón | 2º puesto | 3º puesto |
| --------- | ------- | --------- | --------- |
| Sudáfrica | 1       | 1         |           |
| China     | 1       |           | 2         |
| Japón     | 1       |           |           |
| Kenia     | 1       |           |           |
| Bélgica   |         | 1         | 1         |
| Polonia   |         | 1         |           |
| Argentina |         | 1         | 1         |